# توحید شیرازی
میرزا محمد اسماعیل (۱۲۳۹- ۱۲۸۶ ه‍.ق) پنجمین فرزند وصال شیرازی است که توحید تخلص می‌کرد. او در ۱۲۳۹ متولد و با مرض وبا در ۱۲۸۶ در حالی که فرزندی از خود به جای نگذاشت، بدرود حیات گفت. دیوان او را برادرش عبدالوهاب شیرازی که متخلص به یزدانی است با زحمت بسیار جمع کرده که افزون بر ۲۵۰۰ بیت دارد.
افزون بر پدر، پنج برادر او نیز از خوشنویسان و شاعران صاحب‌نام سده سیزدهم هجری هستند. میرزا اسماعیل توحید در خوشنویسی خط نسخ صاحب‌نام شده است.